# Adolf Miethe
Adolf Miethe (25. dubna 1862, Postupim - 5. května 1927, Berlín; celým jménem Adolf Christian Heinrich Emil Miethe) byl německý fotochemik a průkopník fotografické techniky.

## Život
Narodil se v rodině majitele továrny na čokoládu a radního města Postupimi Alberta Miethe. O fotografii se začal zajímat, když mu bylo šestnáct let. Po maturitě na Viktoria-Gymnasiu v Postupimi studoval fyziku, astronomii a chemii na universitě v Berlíně a následně v Göttingenu. Tam v roce 1889 získal doktorát za práci Zur Actinometrie photographisch-astronomischer Fixsternaufnahmen. Během studia pracoval jako pomocný asistent na Astrofyzikálním institutu v Postupimi (Astrophysikalisches Institut Potsdam, dnes Leibniz-Institut für Astrophysik Potsdam). Zde v roce 1887 spolu s Johannesem Gaedickem vynalezli bleskový prášek, založený na směsi magnésia, chlorečnanu draselného a antimonitu a v roce 1889 zkonstruoval magnéziový zábleskový přístroj. Po ukončení studia působil u různých firem v optickém průmyslu. Nakonec se stal spolupracovníkem optické dílny Edmunda Hartnacka v Postupimi, kde se zabýval konstrukcí objektivů mikroskopů. Po Hartnackově smrti v roce 1891 pracoval ve firmě Schulze & Barthels v Rathenow, která se zabývala výrobou optických přístrojů pro civilní i vojenské využití. Zde se - nezávisle na výzkumech Dallmeyerových a Steinheilových - zabýval vývojem teleobjektivů. Patent na svou konstrukci teleobjektivu získal v roce 1891. V roce 1894 přešel k firmě Voigtländer do Braunschweigu. Zde se zabýval různými konstrukčními úlohami, mimo jiné vylepšením puškohledu, na což mělo vliv i to, že byl ve volném čase vášnivým střelcem. Nakonec se zde stal technickým ředitelem.

## Pedagogická a vědecká práce

Schéma fotografické kamery pro tříbarevnou fotografii, kterou zkonstruoval Miethe

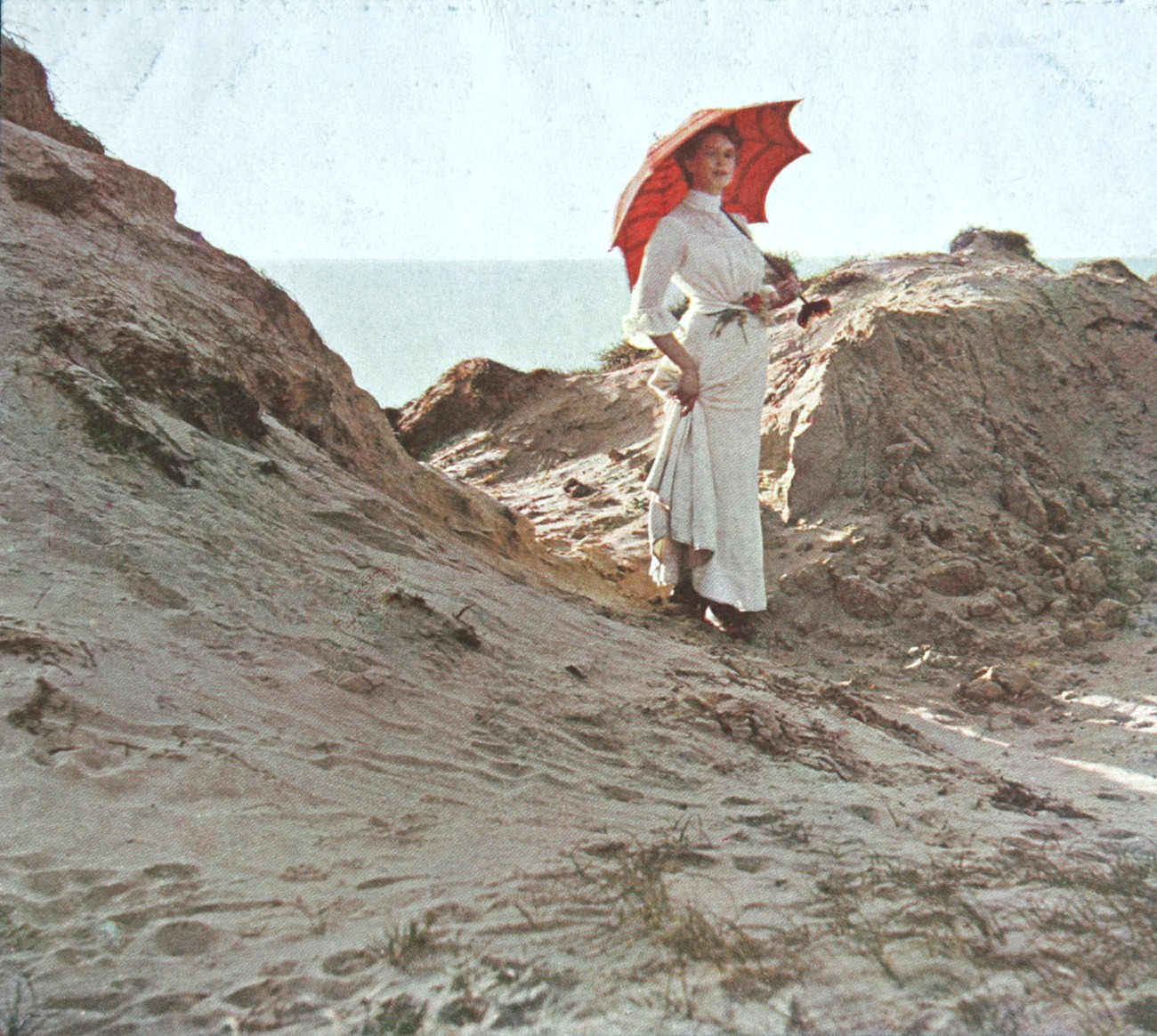
Mietheho trojbarevná fotografie dle přírody z roku 1903

Po smrti Hermanna Wilhelma Vogela byl 1. října 1899 povolán na Královskou technickou univerzitu v Berlíně, aby po něm převzal vedení katedry fotochemie, fotografie a spektrální analýzy. Tato katedra byla založena v roce 1873 a byla tedy nejstarší katedrou svého druhu na světě.
Zde zkonstruoval kameru pro „tříbarevnou fotografii podle přírody“. Postup spočíval v tom, že se scéna vyfotografovala třikrát na černobílý fotografický materiál přes barevné filtry (červený, modrý a zelený). Princip trojbarevné fotografie poprvé použil Louis Ducos du Hauron v šedesátých letech 19. století. Ve své době ale narazil na problém velmi malé citlivosti tehdejších materiálů na červené světlo. Toto se Miethemu podařilo vyřešit, když v roce 1902 spolu s Arthurem Traubem vyvinuli panchromatickou senzibilizaci fotografického materiálu. Dále Miethe zkonstruoval fotoaparát na skleněné desky 8 x 24 cm, na které se postupně exponovaly jednotlivé barevné výtažky. Barevné fotografie pak bylo možné buď promítat zvláštním trojitým projektorem na plátno (každý barevný výtažek byl promítán přes příslušný barevný filtr - výsledný barevný obraz vznikl na principu aditivního míchání barev, nebo bylo možné fotografie tisknout technikou barevného uhlotisku. Tento postup byl velice pracný a nákladný, avšak výsledkem byly barevně stálé obrazy. Trojbarevnou fotografii předvedl Miethe poprvé v roce 1903 na půdě své katedry.
V roce 1904 pak byly poprvé tištěny barevné fotografie na tomto principu jako sběratelské reklamní obrázkové kartičky čokoládovny Stollwerck (Stollwerck-Sammelalbum No. 7).
Kameru pro tento druh fotografie pak vyráběla firma Bermpohl & Co. v Berlíně. S její pomocí vytvořil ruský průkopník fotografie Sergej Prokudin-Gorskij v letech 1905–1916 unikátní sérii barevných fotografií Krásy Ruska v přírodních barvách. Patrně nejslavnější fotografií Prokudina-Gorského je jeho barevný portrét Lva Nikolajeviče Tolstého z roku 1908.
Nevýhodou této metody byla skutečnost, že kvalita barevného obrazu závisela na přesném ztotožnění jednotlivých barevných složek při promítání nebo při tisku. Rozdíly vznikaly mechanickými nepřesnostmi během posunu skleněné desky a dále časovými prodlevami mezi expozicí jednotlivých desek, kdy mohlo dojít k pohybu fotografovaného objektu. Tyto problémy se snažil vyřešit nový typ konstrukce kamery, kdy se exponovaly současně všechny složky.
V akademickém roce 1904–1905 byl Miethe rektorem Královské technické univerzity v Berlíně.
Od roku 1906 začal pořizovat barevné fotografie z balónu. Ty vydal v roce 1909 v knize Photographische Aufnahmen vom Ballon aus.
V roce 1908 se zúčastnil expedice do horního Egypta. Fotografie z této cesty vyšly později knižně.
V roce 1909 začlenil ke své katedře i hvězdárnu, specializovanou na astronomickou fotografii. Od roku 1921 také vedl Zkušební a vývojový ústav pro kinematografickou techniku (Prüf- und Versuchsanstalt für Kinotechnik).
V létě 1910 byl členem expedice Ferdinanda von Zeppelina na Špicberky. I zde pořídil řadu barevných fotografií.

## Další práce
- V roce 1895 zkonstruoval stereoskopický optický dálkoměr.
- Podílel se na vývoji výroby umělých drahokamů.
- Otiskl řadu knih a článků v oboru fotografie.
- V letech 1889–1893 byl redaktorem časopisu Photographischen Wochenblattes.[1]
- V roce 1894 založil oborové časopisy Atelier des Photographen - časopis pro fotografii a reprodukční techniku, vydavatel Verlag von Wilhelm Knapp, Halle a. S. a Photographische Chronik.

## Spisy

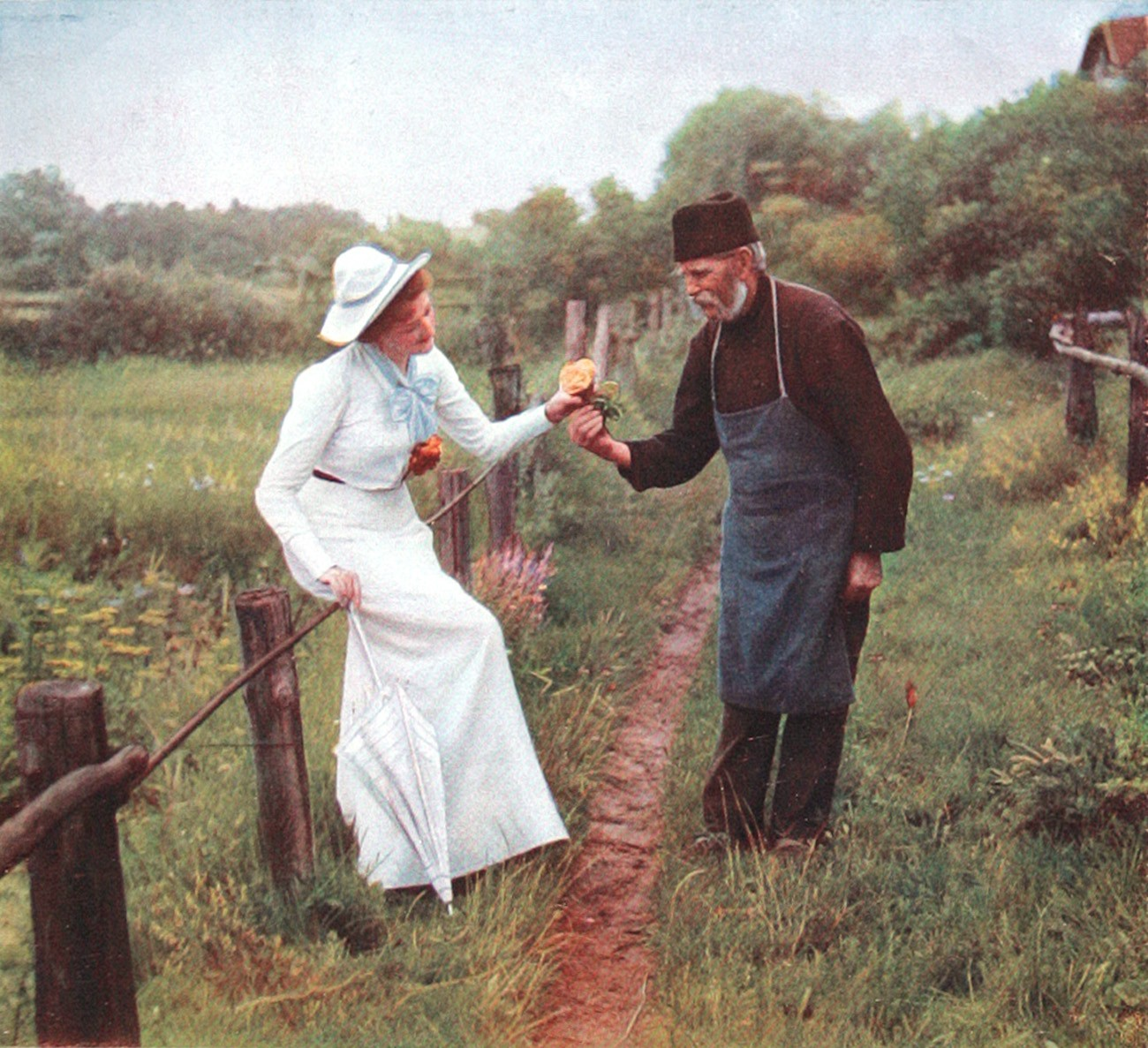
Barevná fotografie ze září 1902, publikováno roku 1913 v Photographische Rundschau

- Zur Actinometrie astronomisch-photographischer Fixsternaufnahmen, Göttingen 1889 (disertační práce)
- Taschen-Kalender für Amateur-Photographen, 1890–1895
- Photographische Optik ohne mathematische Entwicklungen, Berlín 1893
- Grundzüge der Photographie, Halle/Saale 1893
- Lehrbuch der praktischen Photographie, Halle/Saale 1896 (4 vydání)
- Vorlage-Blätter für Photographen, Halle/Saale 1897–1903
- Dreifarbenfotografie nach der Natur, 1904 (2 vydání) (dostupné on-line Archivováno 18. 4. 2017 na Wayback Machine.)
- Die geschichtliche Entwicklung der farbigen Photographie, Berlín 1905
- Photographische Aufnahmen vom Ballon aus, Halle/Saale 1909 (2. vydání pod názvem Die Photographie aus der Luft, Halle/Saale 1916)
- Die chemische Wirkung des Lichtes, in: Der Mensch und die Erde, svazek 7, s. 320–384, Berlín 1911
- Mit Zeppelin nach Spitzbergen, Berlín a Lipsko 1911
- Naturwissenschaftliche Plaudereien. 25 Essays aus dem Zeitraum eines Vierteljahrhunderts, Berlín 1914
- Künstlerische Landschaftsphotographie, Halle/Saale 1919
- Das ABC des Lichtbildners, Halle/Saale 1920
- Die Technik im zwanzigsten Jahrhundert, 6 svazků, Braunschweig 1911–1921:
  - Svazek 1: Die Gewinnung der Rohmaterialien, 1911
  - Svazek 2: Die Verarbeitung der Rohstoffe, 1912
  - Svazek 3: Die Gewinnung des technischen Kraftbedarfs und der elektrischen Energie, 1912
  - Svazek 4: Das Verkehrswesen, die Großfabrikation, 1912
  - Svazek 5: Bauingenieurwesen, Küstenbefeuerung, Luftbilderkundung, 1920
  - Svazek 6: Die Technik im Weltkriege, 1921
- Die Selbstherstellung eines Spiegelteleskops (Basteln- und Bauen-Bücherei), Stuttgart 1920 (3 vydání)
- Unter der Sonne Ober-Ägyptens, Berlín 1922
- Die Dame mit der Kamera, Berlín 1925
- Das Land der Pharaonen. Ägypten von Kairo bis Assuan, Bonn a Lipsko 1925
- Spitzbergen, das Alpenland im Eismeer. Sommerfahrten u. Wanderungen, Berlín 1925

## Galerie

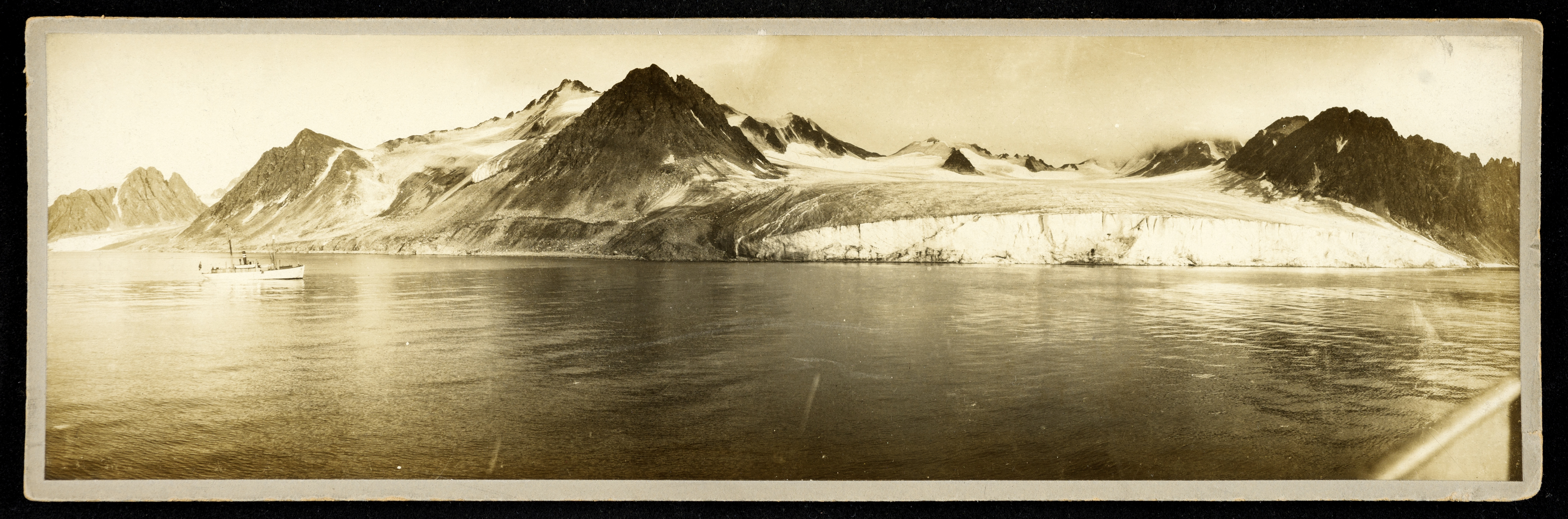
Expedice Zeppelin, Svalbard, 1910
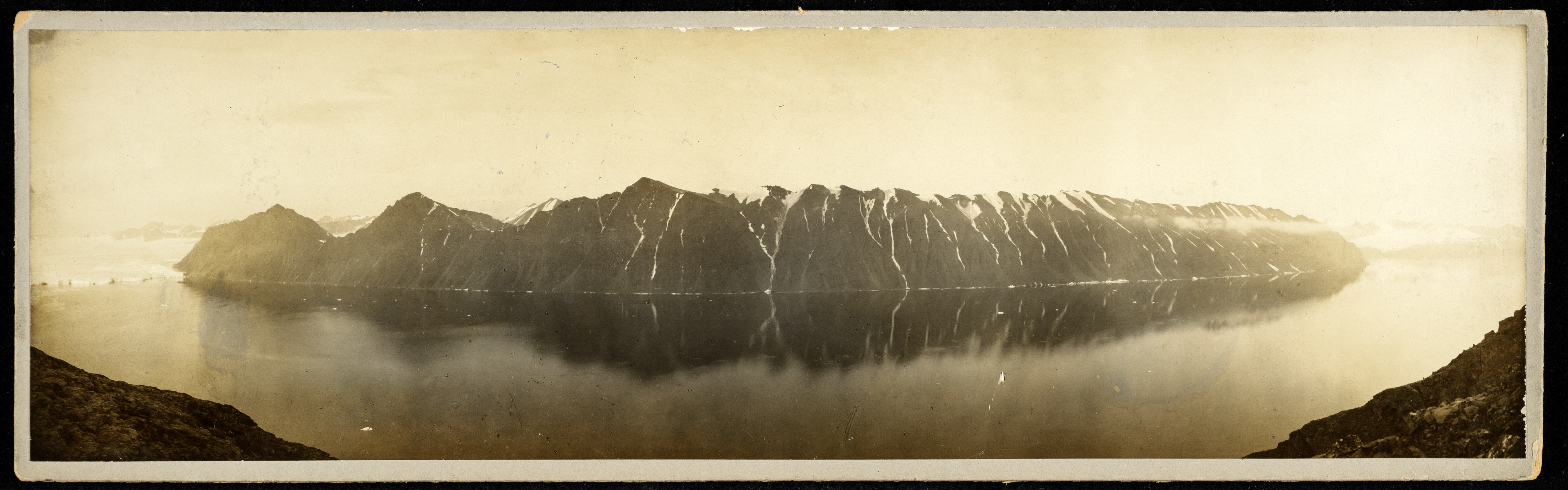
Expedice Zeppelin, Svalbard, 1910
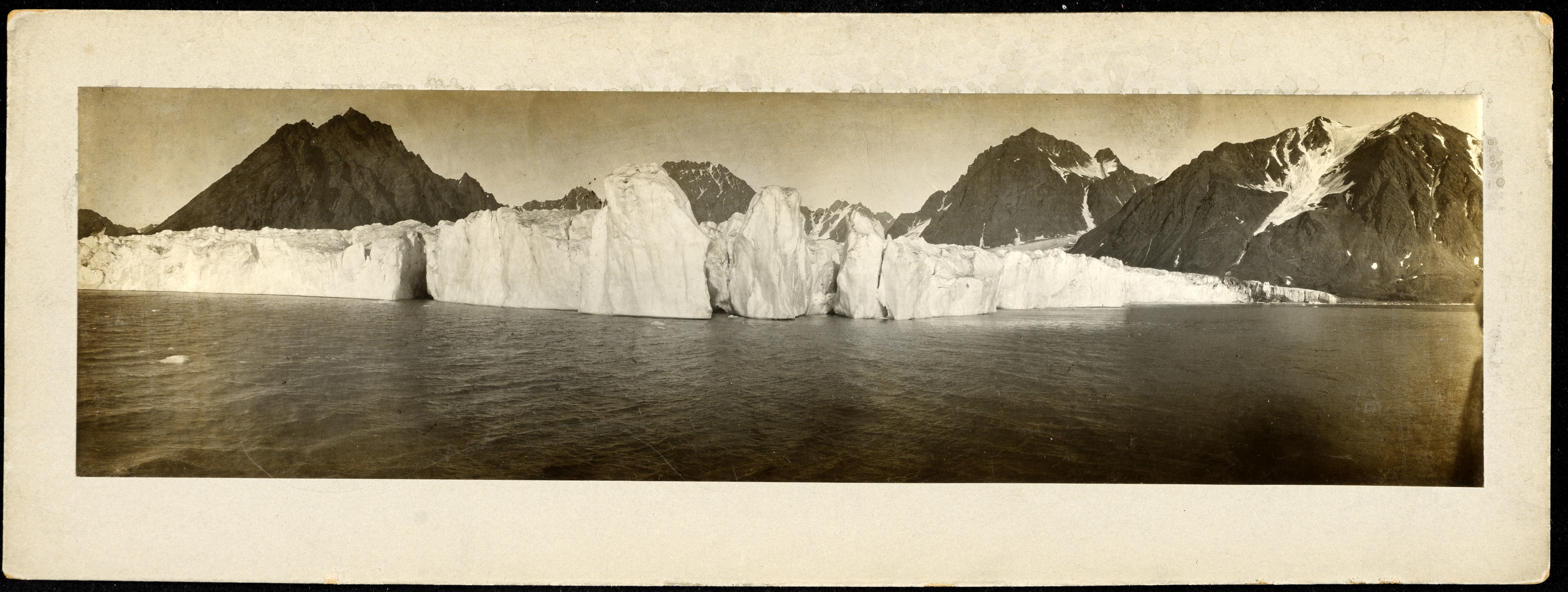
Expedice Zeppelin, Svalbard, 1910
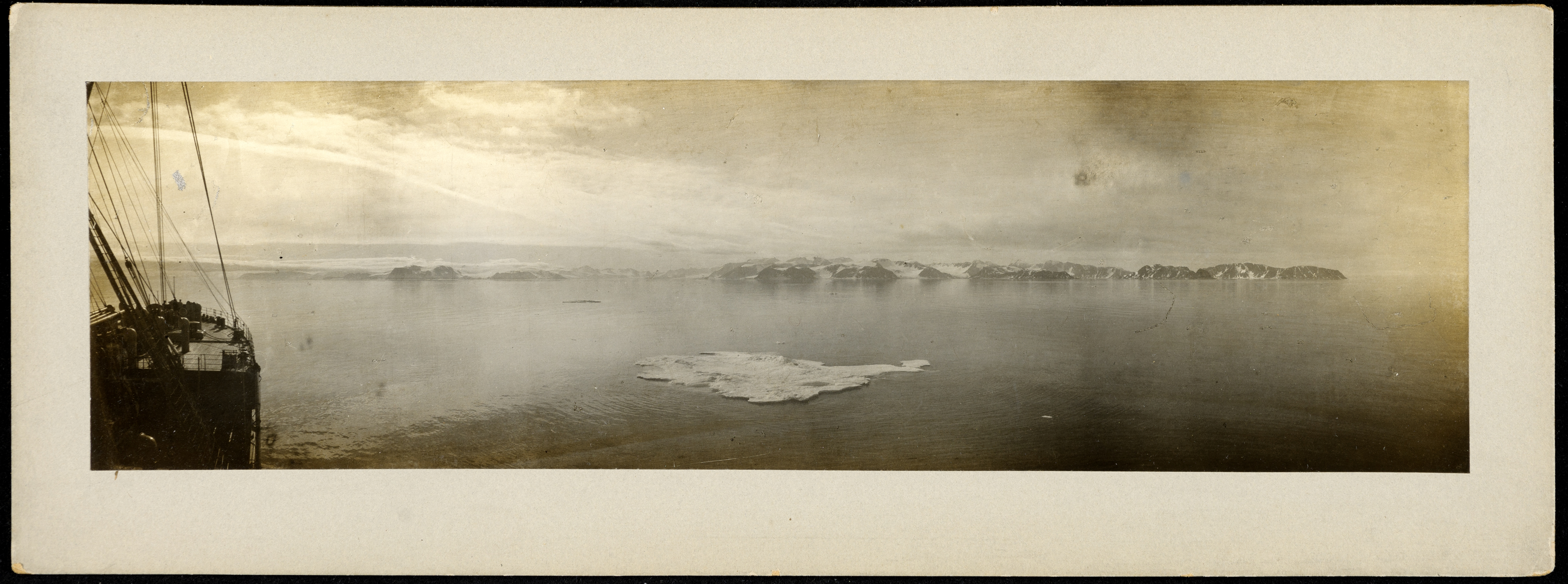
Expedice Zeppelin, Svalbard, 1910
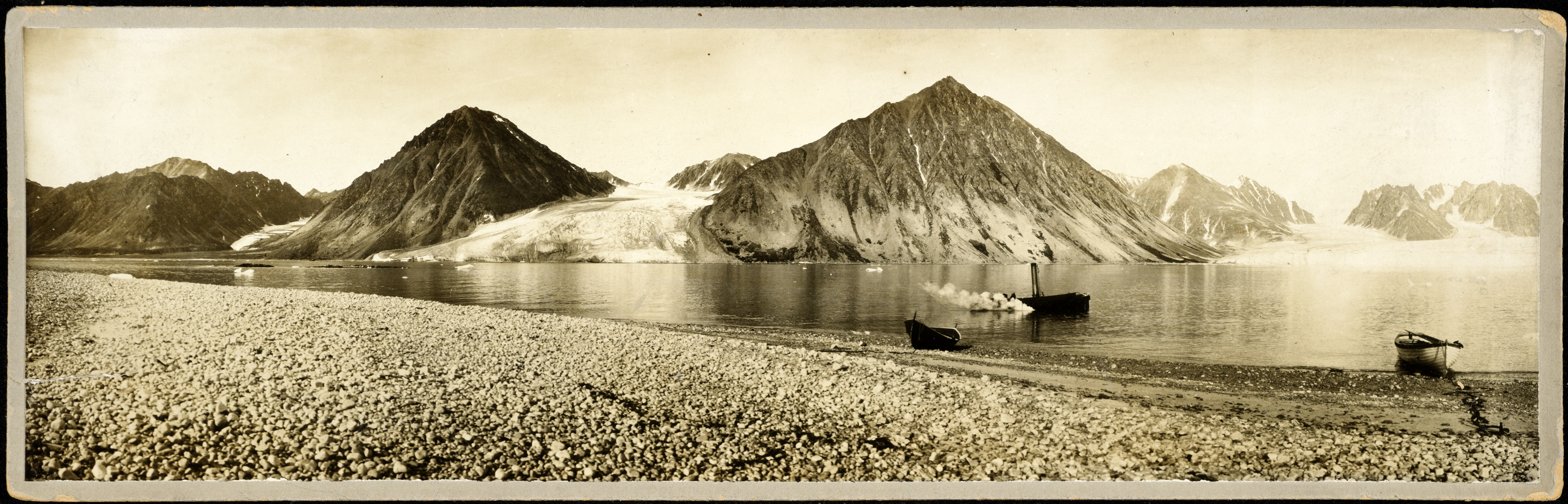
Expedice Zeppelin, Svalbard, 1910
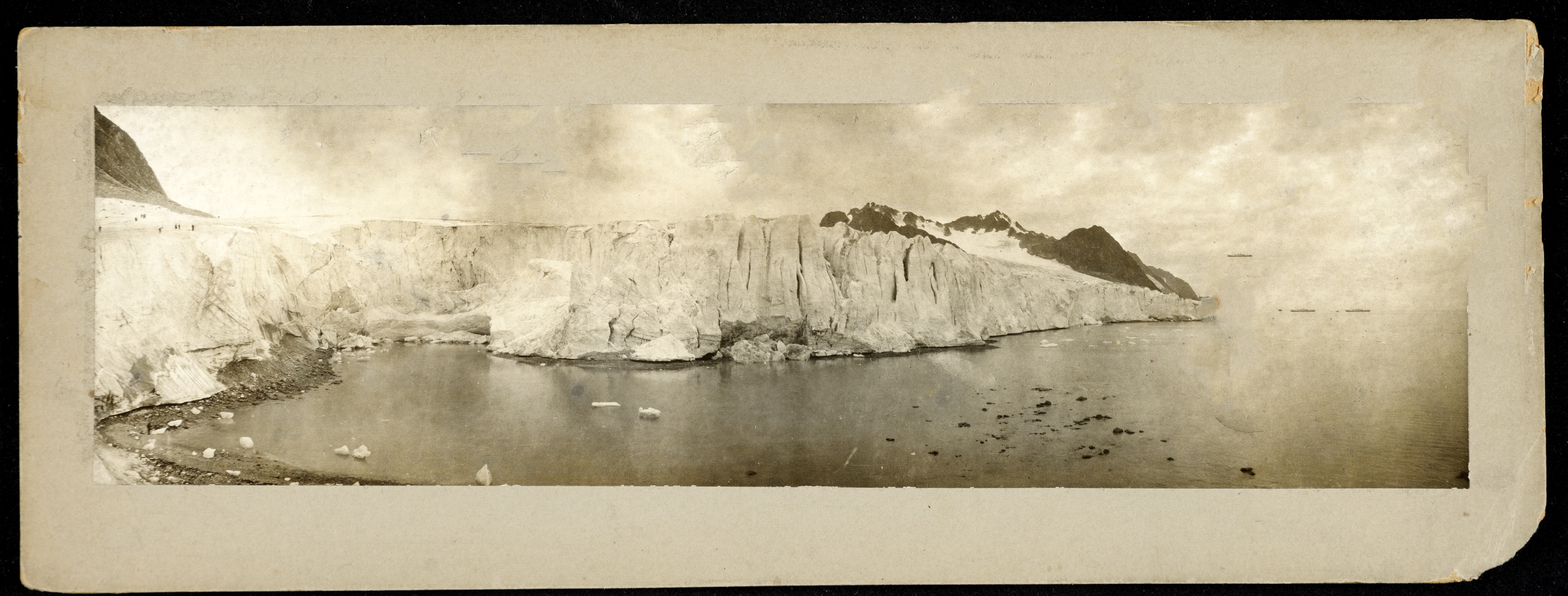
Expedice Zeppelin, Svalbard, 1910